# 维贾内洛
维贾内洛（義大利語：Viggianello），是意大利波坦察省的一个市镇。总面积119平方公里，人口3257人，人口密度27.4人/平方公里（2009年）。ISTAT代码为076097。